# هناءة بن مالك الدوسي
هناءة بن مالك بن فهم الدوسي. شاعرجاهلي ، ملك بعد أبيه، وكان أحسن أولاد مالك بن فهم سيرة وأكملهم رأيا وأجودهم مروءة، وكان ذا فهم وحلم ورأفة، كانت منازل بنيه في جهات عُمان. من نسله (الأهيف بن حمحام 280 هـ - 893م)، و(يحيى بن يزيد من رجال الحديث، له ترجمة في تهذيب التهذيب)، و(عقبة بن سلم ولاه المنصور البحرين والبصرة).